# Аргулица
Аргулица (на македонска литературна норма: Аргулица) е село в централната част на Северна Македония, община Карбинци.

## География
Селото е разположено в долината на река Брегалница, на левия ѝ бряг, североизточно от град Щип.

## История
В XIX век Аргулица е село в Щипска кааза на Османската империя. Според статистиката на Васил Кънчов („Македония. Етнография и статистика“) от 1900 г. Аргюлица има 225 жители, всички турци.
След Междусъюзническата война в 1913 година селото попада в Сърбия.
Според Димитър Гаджанов в 1916 година в Аргулица живеят 120 турци.
На 2 август 1998 година митрополит Стефан Брегалнишки поставя темелния камък на църквата „Свети Илия“.